# Sobiesław II czeski
Sobiesław II (ur. 1128, zm. 29 stycznia 1180) – książę Czech z dynastii Przemyślidów panujący w latach 1173–1178.
Był drugim synem Sobiesława I, księcia czeskiego, i jego żony Adelajdy, księżniczki węgierskiej.
Od 1140 przebywał poza Czechami. Wrócił kilka lat później i w 1147 roku został uwięziony przez swojego stryjecznego brata, księcia Władysława I.
W 1161 roku zajął Ołomuniec, ale szybko został oblężony przez króla Władysława II. Zaproszony przez niego na rozmowy, mimo gwarancji bezpieczeństwa, Sobiesław został uwięziony i osadzony w Přimdzie. Spędził tam dwanaście lat.
W 1173 roku został uwolniony na żądanie cesarza Fryderyka I Barbarossy. Sobiesław udał się na zjazd do Hermsdorfu. Tam cesarz odebrał Czechy dotychczasowemu władcy, księciu Fryderykowi i oddał je Oldrzychowi, a ten natychmiast przekazał je swojemu starszemu bratu – Sobiesławowi II. Stracił jednak poparcie cesarza, kiedy w 1176 nie wysłał wojsk na wyprawę włoską Fryderyka I. Wtedy cesarz poparł usuniętego wcześniej Fryderyka, który dzięki temu odzyskał tron czeski.
Poślubił Elżbietę, córkę Mieszka III Starego. Małżeństwo to okazało się bezdzietne.

## Genealogia
| Wratysław II ur. po 1032 zm. 14 I 1092 | Wratysław II ur. po 1032 zm. 14 I 1092 |                                                             |                                                             | Świętosława Swatawa ur. w okr. 1041–1048, zap. 1046–1048 zm. 1 IX 1126 | Świętosława Swatawa ur. w okr. 1041–1048, zap. 1046–1048 zm. 1 IX 1126 |  |  | Almos ur. ok. 1075 zm. 1127 | Almos ur. ok. 1075 zm. 1127 |                                                                |                                                                | Przedsława ur. ? zm. ? | Przedsława ur. ? zm. ? |
|                                        |                                        |                                                             |                                                             |                                                                        |                                                                        |  |  |                             |                             |                                                                |                                                                |                        |                        |
|                                        |                                        |                                                             |                                                             |                                                                        |                                                                        |  |  |                             |                             |                                                                |                                                                |                        |                        |
|                                        |                                        | Sobiesław I Przemyślida ur. w okr. 1086–1087 zm. 14 II 1140 | Sobiesław I Przemyślida ur. w okr. 1086–1087 zm. 14 II 1140 |                                                                        |                                                                        |  |  |                             |                             | Adelajda węgierska (zm. 1140) ur. ok. 1105–1107 zm. 15 IX 1140 | Adelajda węgierska (zm. 1140) ur. ok. 1105–1107 zm. 15 IX 1140 |                        |                        |
|                                        |                                        |                                                             |                                                             |                                                                        |                                                                        |  |  |                             |                             |                                                                |                                                                |                        |                        |
|                                        |                                        |                                                             |                                                             |                                                                        |                                                                        |  |  |                             |                             |                                                                |                                                                |                        |                        |
|                                        |                                        |                                                             |                                                             |                                                                        |                                                                        |  |  |                             |                             |                                                                |                                                                |                        |                        |

|  |  |  |  | Sobiesław II (ur. 1128, zm. 29 I 1180) |